# Чёрная Ганьча

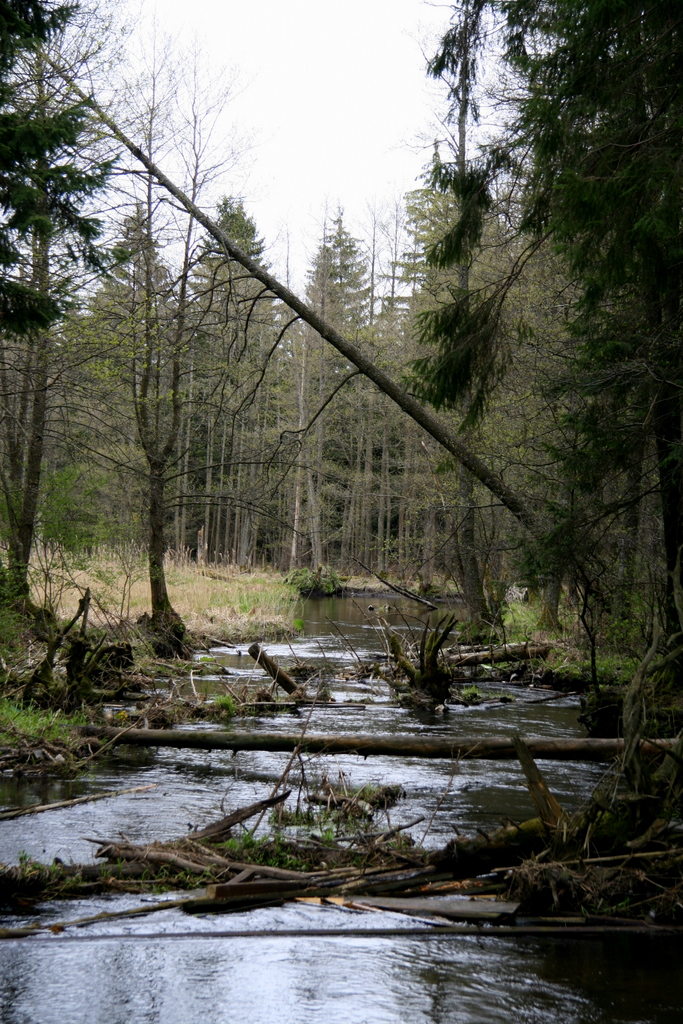

Чёрная Ганьча (в Польше Чарна-Ханьча, пол. Czarna Hańcza, бел. Чорная Га́нча, Ча́рна Га́ньча, лит. Juodoji Ančia) — река в Подляском воеводстве Польши и Гродненском районе Гродненской области Белоруссии и, у устья, образует государственную границу Белоруссии с Литвой (Алитусский уезд). Левый приток Немана. Длина — 145 км. Площадь водосбора — 1916 км².
Берёт начало в Польше из озера Ханьча, пересекает границу в 1 км юго-западнее деревни Лесная. Протекает по северным склонам Гродненской возвышенности, впадает в Неман в 1 км северо-западнее деревни Загорники. Притоки: река Марыха (слева), многочисленные ручьи.
Долина глубоко врезана, её ширина от 0,7 до 3,5 км. Пойма двухсторонняя, заболоченная (ширина 0,2-1 км), есть участки надпойменных террас (высота до 10 м). Русло извилистое, с крупными излучинами. Ширина реки в межень до 10 м.
Именем реки назван роман бывшего пограничника Вениамина Семеновича Рудова «Черная Ганча»